# 稲敷東インターチェンジ
稲敷東インターチェンジ（いなしきひがしインターチェンジ）は、茨城県稲敷市清水にある、首都圏中央連絡自動車道（圏央道）のインターチェンジ。

## 歴史
- 2013年（平成25年）12月24日：当ICの名称が「東IC（仮称）」から「稲敷東IC」で正式決定[1]。
- 2014年（平成26年）4月12日：稲敷IC - 神崎IC間開通に伴い、供用開始[2][3]。

## 接続する道路
- 直接接続
  - C4首都圏中央連絡自動車道(85番)
  - 茨城県道・千葉県道103号江戸崎下総線

## 周辺
- 新利根川
- アスレチックゴルフ倶楽部

## 隣
C4 首都圏中央連絡自動車道
(84)稲敷IC - (85)稲敷東IC - (86)神崎IC